# Christin Hölzel
Christin Hölzel (* 27. März 1986 in Gera) ist eine deutsche Volleyballspielerin.

## Karriere
Hölzel begann mit dem Volleyballspiel in ihrem Geburtsort beim Post SV Gera. 2004 wechselte sie zum VC Olympia Berlin, für den sie eine Saison in der 1. Volleyball-Bundesliga bestritt. Anschließend ging die gebürtige Thüringerin zum Zweitligisten Fighting Kangaroos Chemnitz, mit dem sie 2008 in die 1. Liga aufstieg. Nach dem Abstieg des Teams aus Sachsen im folgenden Jahr schloss sich die Außenangreiferin dem SV Lohhof an, der jedoch nach der Saison 2009/10 ebenfalls den Gang in die Zweitklassigkeit antreten musste. Hölzel blieb dennoch in der folgenden Spielzeit in Unterschleißheim.

### Saison 2010/11
In der Startaufstellung des SV Lohhof war die Studentin in zwanzig Begegnungen des Spieljahres, in drei Partien wurde die Außenangreiferin nicht eingesetzt. Sie stand in den Heimspielen gegen Villingen (3:0) und Wetter (3:0) sowie in Grimma (3:0), Offenburg (3:1) und Biberach (3:1) von Anfang bis zum Ende der Partien auf dem Spielfeld. Nach dem 3:1-Erfolg in Nürnberg, bei dem Christin Hölzel zum einzigen Mal in dieser Saison eingewechselt wurde, waren die Unterschleißheimerinnen Zweitligameister vor der DJK Augsburg-Hochzoll.

## Privates
Alle Familienmitglieder sind aktive Volleyballer. Die Mutter von Christin Hölzel spielt in der Kreisklasse, Vater Thomas trainiert die Regionalligamannschaft ihres Heimatvereins. Die jüngere Schwester Janine spielt ebenfalls in der Regionalliga in der zweiten Mannschaft der Kangaroos aus Chemnitz.